# Quatrième circonscription de la préfecture de Fukushima
La quatrième circonscription de la préfecture de Fukushima (福島県第4区, Fukushima-ken dai-yon-ku) est l'une des quatre circonscriptions législatives que compte la préfecture de Fukushima au Japon.

## Description géographique
Entre 1994 et 2013, la quatrième circonscription de la préfecture de Fukushima regroupait les villes d'Aizuwakamatsu et Kitakata et les districts de Minamiaizu, Kitaaizu (ja), Yama, Kawanuma et Ōnuma.
Entre 2013 et 2022, elle réunissait les mêmes unités administratives à l'exception du district de Kitaaizu et, entre 2017 et 2022, elle comprenait également le village de Nishigō,.
Depuis 2022, elle couvre les villes d'Iwaki, Sōma et Minamisōma et les districts de Futaba et Sōma,.

## Députés
| Législature | Début de mandat | Fin de mandat | Député élu            | Parti politique | Parti politique |
| ----------- | --------------- | ------------- | --------------------- | --------------- | --------------- |
| 41e         | 1996            | 2000          | Kōzō Watanabe (ja)    |                 | Shinshintō      |
| 42e         | 2000            | 2003          | Kōzō Watanabe (ja)    |                 | SE              |
| 43e         | 2003            | 2005          | Kōzō Watanabe (ja)    |                 | SE              |
| 44e         | 2005            | 2009          | Kōzō Watanabe (ja)    |                 | PDJ             |
| 45e         | 2009            | 2012          | Kōzō Watanabe (ja)    |                 | PDJ             |
| 46e         | 2012            | 2014          | Ichirō Kanke (ja)     |                 | PLD             |
| 47e         | 2014            | 2017          | Shinji Oguma (ja)     |                 | Ishin           |
| 48e         | 2017            | 2021          | Ichirō Kanke          |                 | PLD             |
| 49e         | 2021            | 2024          | Shinji Oguma          |                 | PDC             |
| 50e         | 2024            | -             | Ryūtarō Sakamoto (ja) |                 | PLD             |